# Diócesis de Bata
La diócesis de Bata (en latín: Dioecesis Bataensis) es una circunscripción eclesiástica de la Iglesia católica en Guinea Ecuatorial. Se trata de una diócesis latina, sufragánea de la archidiócesis de Malabo. Desde el 11 de mayo de 2002 su obispo es Juan Matogo Oyana, de los Misioneros Hijos del Inmaculado Corazón de María.

## Territorio y organización
La diócesis tiene 6681 km² y extiende su jurisdicción sobre los fieles católicos de rito latino residentes en la provincia Litoral.
La sede de la diócesis se encuentra en la ciudad de Bata, en donde se halla la Catedral de Santiago y Nuestra Señora del Pilar.
En 2020 en la diócesis existían 27 parroquias.

## Historia
El vicariato apostólico de Río Muni fue erigido el 9 de agosto de 1965 con la bula Qui summi Dei del papa Pablo VI, obteniendo su territorio del vicariato apostólico de Fernando Poo (hoy archidiócesis de Malabo).
El 3 de mayo de 1966 el vicariato apostólico fue elevado a la diócesis de Bata con la bula Christi mandatum del papa Pablo VI.
El 10 de octubre de 1989, con la carta apostólica Fidelem populum, el papa Juan Pablo II confirmó a la Santísima Virgen María Asunta al cielo como patrona de la diócesis.
El 15 de octubre de 1982 cedió una porción de su territorio para la erección de la diócesis de Ebebiyín mediante la bula Quem ad modum del papa Juan Pablo II.
El 1 de abril de 2017 cedió otra porción de su territorio para la erección de la diócesis de Evinayong mediante la bula Ad augendam christifidelium del papa Francisco.

## Estadísticas
Según el Anuario Pontificio 2021 la diócesis tenía a fines de 2020 un total de 84 200 fieles bautizados.
| Año                                                                             | Población            | Población | Población      | Sacerdotes | Sacerdotes    | Sacerdotes    | Bautizados por sacerdote | Diáconos permanentes | Religiosos | Religiosos | Parroquias |
| Año                                                                             | Bautizados católicos | Total     | % de católicos | Total      | Clero secular | Clero regular | Bautizados por sacerdote | Diáconos permanentes | Varones    | Mujeres    | Parroquias |
| ------------------------------------------------------------------------------- | -------------------- | --------- | -------------- | ---------- | ------------- | ------------- | ------------------------ | -------------------- | ---------- | ---------- | ---------- |
| 1970                                                                            | 170 000              | 185 000   | 91.9           | 31         | 13            | 18            | 5483                     |                      | 18         | 41         |            |
| 1980                                                                            | 170 700              | 185 000   | 92.3           | 25         | 10            | 15            | 6828                     |                      | 28         | 95         | 15         |
| 1990                                                                            | 125 000              | 131 241   | 95.2           | 36         | 19            | 17            | 3472                     | 1                    | 35         | 59         | 15         |
| 1996                                                                            | 140 282              | 140 547   | 99.8           | 50         | 27            | 23            | 2805                     | 1                    | 38         | 91         | 14         |
| 2001                                                                            | 136 642              | 136 822   | 99.9           | 47         | 24            | 23            | 2907                     | 1                    | 41         | 64         | 26         |
| 2002                                                                            | 136 642              | 136 822   | 99.9           | 61         | 38            | 23            | 2240                     | 2                    | 56         | 64         | 30         |
| 2004                                                                            | 136 642              | 136 822   | 99.9           | 61         | 37            | 24            | 2240                     | 2                    | 62         | 89         | 27         |
| 2006                                                                            | 141 000              | 142 000   | 99.3           | 65         | 41            | 24            | 2169                     | 2                    | 61         | 86         | 26         |
| 2007                                                                            | 144 000              | 145 800   | 98.8           | 62         | 38            | 24            | 2322                     | 2                    | 61         | 86         | 26         |
| 2012                                                                            | 116 500              | 167 000   | 69.8           | 73         | 47            | 26            | 1595                     | 1                    | 49         | 59         | 28         |
| 2015                                                                            | 126 200              | 181 500   | 69.5           | 79         | 53            | 26            | 1597                     |                      | 61         | 75         | 31         |
| 2017                                                                            | 76 200               | 109 910   | 69.3           | 56         | 38            | 18            | 1360                     |                      | 61         | 44         | 18         |
| 2018                                                                            | 78 500               | 113 230   | 69.3           | 75         | 54            | 21            | 1046                     | 1                    | 48         | 44         | 27         |
| 2020                                                                            | 84 200               | 121 500   | 69.3           | 77         | 56            | 21            | 1093                     | 1                    | 50         | 44         | 27         |
| Fuente: Catholic-Hierarchy, que a su vez toma los datos del Anuario Pontificio. |                      |           |                |            |               |               |                          |                      |            |            |            |

## Episopologio
- Rafael María Nze Abuy † (9 de agosto de 1965-9 de mayo de 1974 renunció)
  - Sede vacante (1974-1980)
- Rafael María Nze Abuy † (26 de junio de 1980-15 de octubre de 1982[8] nombrado arzobispo de Malabo) (por segunda vez)
- Anacleto Sima Ngua † (19 de noviembre de 1982-11 de mayo de 2002 renunció)
- Juan Matogo Oyana, C.M.F., desde el 11 de mayo de 2002